# Qubit
Un bit cuantic, sau qubit (abreviere a denumirii în engleză quantum bit), este unitatea de informație cuantică, analogul în informatica cuantică al unui bit din informatica clasică. El este implementat în forma unui sistem cuantic care posedă doar două stări independente (fizic distincte) și deci este descris printr-o funcție de stare sub forma unei suprapuneri liniare a acestor două stări de bază. Un exemplu simplu îl reprezintă spinul electronului: în cele două stări de bază proiecția sa pe o direcție arbitrară are valorile {\displaystyle \scriptstyle +{\frac {\hbar }{2}},} respectiv {\displaystyle \scriptstyle -{\frac {\hbar }{2}},} unde {\displaystyle \scriptstyle \hbar } este constanta Planck redusă.